# Luisa Carvajal y Mendoza
Luisa Carvajal et Mendoza (anciennement Doña Luisa de Carvajal y Mendoza), née le 2 janvier 1566 et morte le 2 janvier 1614,,, est surtout connue pour sa poésie religieuse mystique ainsi que pour sa lutte pour diffuser le Catholicisme à travers l'Angleterre, en prêchant contre l'Anglicanisme. Elle est emprisonnée à deux reprises, une fois en 1608 et une autre fois en 1613 pour ses activités de prosélytisme catholique en Angleterre. Bien que la cause de sa mort la rende inéligible pour être considérée comme une martyre, elle fait vœu de martyre en 1598.

## Jeunesse
Carvajal y Mendoza naît à Jaraicejo en Espagne dans une famille riche et de lignée royale. Son père est Francisco de Carvajal, dont le père est un théologien respecté et enthousiaste de l'ordre des Jésuites. La mère de Carvajal est Maria de Mendoza, descendante d'une des familles les plus reconnues en Espagne. Cependant, à l'âge de six ans, ses deux parents meurent de maladie et elle est placée sous la garde de sa tante Maria Chacon, qui est gouvernante à Madrid ,. Elle vit chez sa tante jusqu'à l'âge de dix ans.
Quand sa tante meurt, Carvajal part pour Pampelune, où elle est prise en charge par son oncle Francisco Hurtado, diplomate reconnu et Premier Marquis d'Almazán. Cependant, sous sa garde, elle se sent comme dans une prison. Dans l'une des lettres que Carvajal écrit, elle dépeint de façon frappante les pratiques pénitentielles auxquelles elle a été soumise.
Carvajal fréquente une université privée où elle étudie la littérature et la théologie
Après la mort de son oncle en 1592, Carvajal suggère dans ses écrits que cela lui donne un sentiment de liberté en ce sens qu'elle peut maintenant vivre pleinement pour le Christ comme elle le souhaitait. À une époque où les femmes se mariaient ou allaient dans des couvents pour devenir religieuses, elle choisit de ne suivre aucune de ces voies,. Bien qu'elle connaisse la religion, ce n'est que plus tard qu'elle est prête à donner sa vie pour cela.

## Rencontre avec la foi

### Vœux religieux
Entre 1593 et 1598, Carvajal prononce une série de vœux religieux. Il s'agit notamment des vœux de pauvreté, de chasteté, d'obéissance et de perfection spirituelle.

### Vœu de pauvreté
Bien qu'elle grandit dans une maison d'élite et aristocratique, elle refuse ces privilèges et vit plutôt une vie humble axée sur la spiritualité. Après la mort de son oncle en 1592, elle engage une bataille juridique avec son frère sur leur héritage. Elle obtient sa dot et décide de façon controversée de donner l'argent aux prêtres jésuites. Carvajal rejette sa noblesse et commence à s'éloigner des membres de sa famille lorsqu'elle commence à abandonner ses coutumes royales. Les membres de sa famille lui reprochent souvent de s'associer avec les pauvres,. Carvajal se lance dans des inversions sociales allant jusqu'à se mettre sous l'obéissance des autres femmes, cuisiner, jeûner et même supplier pour la nourriture.

## Vie à Londres
Le motif de déménagement de Carvajal pour l'Angleterre est dans le seul but de convertir les anglicans au catholicisme et elle est prête à mourir comme une martyre pour cette cause. Cela se réalise lorsque, le 24 janvier 1605, Carvajal se rend de Valladolid à Londres.
Carvajal travaille à Londres comme professeure et missionnaire. On l'appelle souvent comme un « Prêtre romain vêtu de vêtements féminins ». Elle est une cheffe de file dans le service caritatif aux pauvres, notamment en prenant soin des malades et en aidant les prostituées à obtenir une vie meilleure en Angleterre. Elle fréquente les prisons où elle rend visite aux prêtres emprisonnés pour les encourager à continuer à lutter pour la cause catholique. Elle obtiendrait aussi de l'argent par l'aiguilletage pour donner aux pauvres et distribuer la littérature catholique en Angleterre et à l'étranger.

## Emprisonnements

### Première incarcération
Le premier emprisonnement de Carvajal a lieu en juin 1608. Alors qu'elle est à Cheapside, elle commence à faire beaucoup de prosélytisme sur les vertus du catholicisme. Dans une rue, elle  commence à discuter avec des citoyens qui défendent le catholicisme comme la vraie religion. Cela conduit à son arrestation et celle de deux de ses amis. Carvajal reste emprisonnée pendant quatre jours. Elle peut obtenir sa libération avec l'aide de l'ambassadeur espagnol Pedro de Zuñiga, avec qui elle s'est installée à l'ambassade d'Espagne à son arrivée en Angleterre, mais Zuñiga l'a supplie de quitter Londres pour retourner en Espagne, ce qu'elle refuse.

### Seconde incarcération
La deuxième incarcération de Carvajal se produit le 28 octobre 1613, lorsque des shérifs reçoivent l'ordre de George Abbot, archevêque de Canterbury, d'entrer chez elle par effraction et de l'arrêter parce qu'elle aurait l'intention d'ouvrir un couvent, ce qui est contraire au droit anglais car les femmes ne peuvent se réunir pour des motifs religieux, créant ainsi un conflit diplomatique car le roi veut préserver la paix avec l'Espagne. Une fois de plus, l'ambassadeur d'Espagne, cette fois Diego Sarmiento de Acuña, réussi à la faire libérer après trois jours de détention. Cette fois, cependant, elle est contrainte de quitter l'Angleterre. Sarmiento obtient sa garde et ne l'expulse pas immédiatement en Espagne; elle reste à l'ambassade d'Espagne. Peu après sa sortie de prison, Carvajal meurt d'une maladie bronchique.

## Mort et héritage
Peu de temps après avoir été libérée de sa deuxième incarcération, Carvajal contracte une maladie bronchique qui la tue à son quarante-huitième anniversaire, en 1614. Elle meurt à Londres, en Angleterre, à l'ambassade d'Espagne.
Immédiatement après sa mort, des amis et des prêtres comme Ines de la Asuncion commencent à faire circuler l'histoire de sa vie dans toute l'Europe dans l'espoir d'entamer le processus de béatification de Carvajal, mais il y a beaucoup de controverse sur sa mort. Comme Carvajal est morte d'une maladie respiratoire, ce qui signifie qu'elle n'est directement assassinée pour sa foi, cela la disqualifie d'être considérée comme une martyre.
Après que Carvajal eut fait vœu de pauvreté, elle déclara qu'elle voulait que ses restes reposent dans une église ou un collège jésuite, mais son testament n'a pas été réalisé car ses désirs n'ont pas été exaucés car les jésuites ne l'ont pas honorée,. L'ambassadeur espagnol Diego Sarmiento de Acuña, à qui le roi Philippe III a demandé de l'envoyer à Madrid où ils reposent encore au monastère de l'Incarnation.

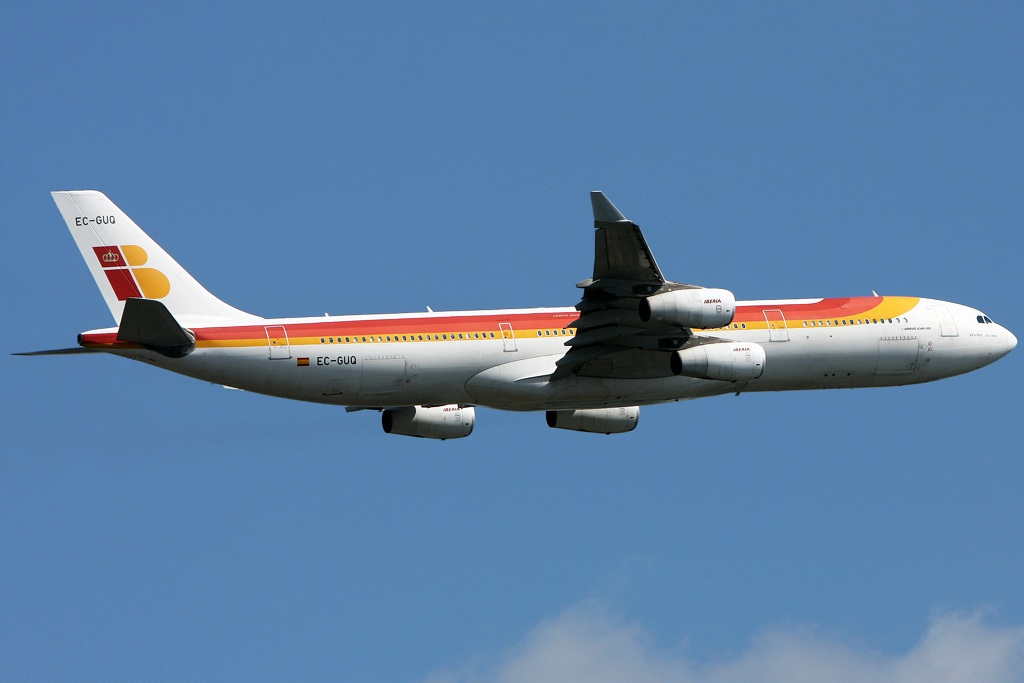
Iberia Airbus A340-313X à Mexico, du nom de Carvajal en 1990.

L'Airbus A340-313X ibérique situé à Mexico a été baptisé Carvajal y Mendoza en 1990.